# نفي (نحو)
النفي في النحو خلاف الإثبات. وينقسم إلى ظاهر وغير ظاهر (أو نفي صريح ونفي ضمني). وتسمى حروفه أدوات النفي وهي: (لا، ليس، غير، لم، لمّا، لن، لام الجحود، ما، لات). يقع النفي على الفعل الماضي والمضارع  فقط أما فعل الأمر فلا يُنفى لأنه من أساليب الإنشاء.

## النفي الظاهر (الصريح)
وهو ذلك النوع من أنواع النفي الذي يُسبَق بإحدى أدوات النفي، وهي كما يلي:
| الحرف      | المعنى | أمثلة |
| ---------- | --- | --- |
| لا         | لا النافية: تدخل على الفعل المضارع فتغير الوضع من حالة الإثبات إلى حالة النفي في الزمن الحاضر والمستقبل. وقد تُحذَف بعد القسم، إن كان الفعل مضارعاً | لا يحب زيدٌ الكسَلَ. ﴿تاللهِ تفتأ تذكر يوسف﴾- سورة يوسف آية 85                                                             |
| لا         | لا الناهية: تقوم بتحويل الفعل المضارع إلى زمن المضارع المستمر أو زمن المستقبل وهي جازمة للفعل المضارع | اعمل بجد ولا تهمل واجباتك                                                                                              |
| لا         | لا النافية للجنس: تعمل عمل إنَّ فتنصب المبتدأ وترفع الخبر. وتعمل بشرطين: أن يكون اسمها وخبرها نكرتين، وألاّ يفصلها عن اسمها فاصل | لا محاباة في الخير |
| ليس        | تنفي الجملة الاسمية وتنصب الخبر | ليس البرد شديدا ﴿لَّيْسَ الْبِرَّ أَن تُوَلُّوا وُجُوهَكُمْ قِبَلَ الْمَشْرِقِ وَالْمَغْرِبِ﴾- سورة البقرة آية 177                                     |
| ليس        | تنفي المضارع فتكون بمعنى (لا) | ليس يعلم الغيبَ إلاّ الله                                                                                                |
| غير        | تنفي الجملة الاسمية ولا عمل لها وتنفي حدوث ما بعدها ويعرب حسب موقعه من الجملة وهو مضاف وما بعده مضاف إليه مجرور دائماً | الباب غير مفتوح |
| لم         | حرف ينفي الفعل المضارع فقط (يقلبه من الزمن الحاضر أو المستقبل إلى الزمن الماضي) وهي من أدوات جزم الفعل المضارع | لم أزرك أمسِ ﴿لَمْ يَلِدْ ولم يولَد﴾ - سورة الأخلاص آية 3                                                                     |
| لمّا        | حرف ينفي الفعل المضارع فقط ويجزمه.تدلُّ على أنَّ الفعل بعدها يمكن وقوعه في المستقبل | نضجت الثمار ولمَّا تُقطف ﴿بل لمّا يذوقوا عذاب﴾ - سورة ص آية 8                                                              |
| لن         | حرف ينفي المضارع وينصبه وتحمل معنى النفي المستقبلي | لن أكذب عليك |
| لام الجحود | لام الجحود لا تفيد التعليل، بل تسبق الفعل وتدل على النفي. تقع بعد (ما كان) أو (لم يكن) | ما كان زيد لـيسرق لم يكن زيد لـيسرق                                                                                    |
| ما         | تدخل على الجملة الفعلية فتنفي مضمون الفعل الذي يليها، ويحسن دخولها على الفعل الماضي والمضارع ويقبح دخولها على المستقبل، قال ابن السراج "لأن هذا الموضع خُصّت به (لا) يعني نفي المستقبل"، أو تدخل على الجملة الاسمية لتنفي معناها. وتكون على وجهين أما (نافية غير عاملة) أو (نافية عاملة عمل ليس) بشروط وهي: - ألاّ يتقدّم خبرُها على اسمِها. فإن تقدم، لم تعمل نحو: [ما مسافرٌ زهيرٌ]. - ألاّ تتلوها [إنْ]. فإن تلتها، لم تعمل نحو: [ما إنْ خالدٌ كاذبٌ]. - ألاّ يكون في جملتها [إلاّ]. فإن كانت، لم تعمل نحو: [ما زهيرٌ إلاّ طالبُ عِلْم]. | ما حضَر أحدٌ ما هذا بفعل صحيح                                                                                            |
| لات        | هذه الأداة من النادر استخدامها. تأتي بمعنى ليسَ وتنفي الجملة الاسمية. وتعمل عمل ليس ترفع المبتدأ وتنصب الخبر ولا تعمل إلا بشرطين: - أن يكون اسمها وخبرها مـن أسماء الزمان، وفي أغلب الأحيان يأتي بعدها إحدى هذه الألفاظ: أوان، ساعة، حين، زمن - أن لا يجتمع اسمها وخبرها، فلا بد من حذف أحدهما، والغالب أن يحذف الاسم | لات وقت المرح. وتعني ما هذا وقت المرح أو ليس وقت المرح ﴿كم أهلكنا مِن قبلهم مِن قَرنٍ فنادَوا ولاتَ حينَ مناصٍ﴾ - سورة ص آية 3 |

## النفي غير الظاهر (الضمني)
وهو أسلوب النفي الذي يتم فيه نفي معنى الجملة اللغوية ضمنيًّا دون استخدام أدوات النفي بشكل مباشر، ويتم ذلك من خلال مجموعة من الأساليب اللغوية:
| النوع              | المعنى                                                                                           | أمثلة                                                            |
| ------------------ | ------------------------------------------------------------------------------------------------ | ---------------------------------------------------------------- |
| الأسلوب الاستفهامي | أن يتم السؤال لغرض نفي حدوث الشيء                                                                | من ينجح في الامتحان إلا المجتهد؟                                 |
| أسلوب الشرط        | تضمين معنى النفي من خلال استخدام المعاني التي تحملها أدوات الشرط غير الجازمة وهي: لو، لوما، لولا | لو جئت إليَّ لذهبنا إلى السوقِ لولا أتيتكِ ببيِّنَةٍ لما صدَّقت ما قلتُهُ لكَ |
| أسلوب التمني       | يشير إلى تمني حدوث شيء لن يحدثَ بالفعل. ويحمل معنى النفي                                          | يا ليتني درستُ أمسِ                                                |

## اقرأ أيضا
- لا النافية للجنس
- استثناء (نحو)